# Mercury-Redstone
Pour les articles homonymes, voir Redstone.
Mercury-Redstone est un lanceur spatial léger américain de la famille de fusée Redstone, qui a permis les premiers vols suborbitaux d’astronautes américains, dans le cadre du programme Mercury. Il est dérivé du lanceur Juno I, une variante issue du missile PGM-11 Redstone étant à l’origine de la famille Redstone, sur lequel est installée une capsule Mercury, et où les ingénieurs renforcent la fiabilité du Redstone pour l'adapter aux missions spatiales habitées. Six lancements sont réalisés dont les deux derniers avec un astronaute à bord (Alan Shepard et Virgil Grissom, respectivement en mai et juillet 1961).
Du fait de sa puissance limitée, le lanceur Mercury-Redstone ne permet d’effectuer que des vols suborbitaux. Pour les missions Mercury suivantes, ce lanceur est remplacé par le lanceur Atlas-D.

## Histoire

### Origine

#### Le ProjetMan-High
Le Projet Man-High, aussi appelé Daedalus est destiné à étudier les effets de l'environnement au-dessus de 99% de l'atmosphère terrestre sur les humains. Les vols utilisent des ballons stratosphériques.

#### Le ProjetMan Very-High/Adam
Peu après, le Projet Man Very High, est proposé par Wernher von Braun. Le concept est de combiner une fusée Redstone, le Juno I — qui a notamment envoyé le premier satellite américain Explorer 1 en orbite basse — avec une capsule dérivant du projet Man-High. Les tâches sont réparties : l’US Air Force s’occupe de fournir la nacelle, tandis que l’US Navy s’occupe de la récupération de la capsule après son vol. Bien qu'impliquée dans le projet, l’US Air Force était dans l’ensemble peu intéressée par le projet, en plus d’être surchargée par son projet Dyna-Soar. En mars 1958, l’Army Ballistic Missile Agency (ABMA) renomma le projet Adam (référence biblique), et en a fait un projet conjoint ABMA / US Navy.
La capsule Adam consiste en deux cônes accouplés base à base. Le cône supérieur est la pointe du Redstone, tandis que le cône inférieur, logé dans le Redstone, abrite notamment la nacelle, à l’horizontale au point le plus large du cône. Lors d’un lancement, la capsule serait capable d’atteindre 240 km d’altitude. Cette hauteur atteinte, la capsule ce séparerait en deux, avec le cône inférieur retournant sur Terre au moyen de parachute, avec l’astronaute. Ce projet n'est pas réalisé mais la fusée Redstone est retenue pour le projet suborbital suivant, utilisant une capsule plus évoluée, Mercury.

## Les différences par rapport au missile Redstone

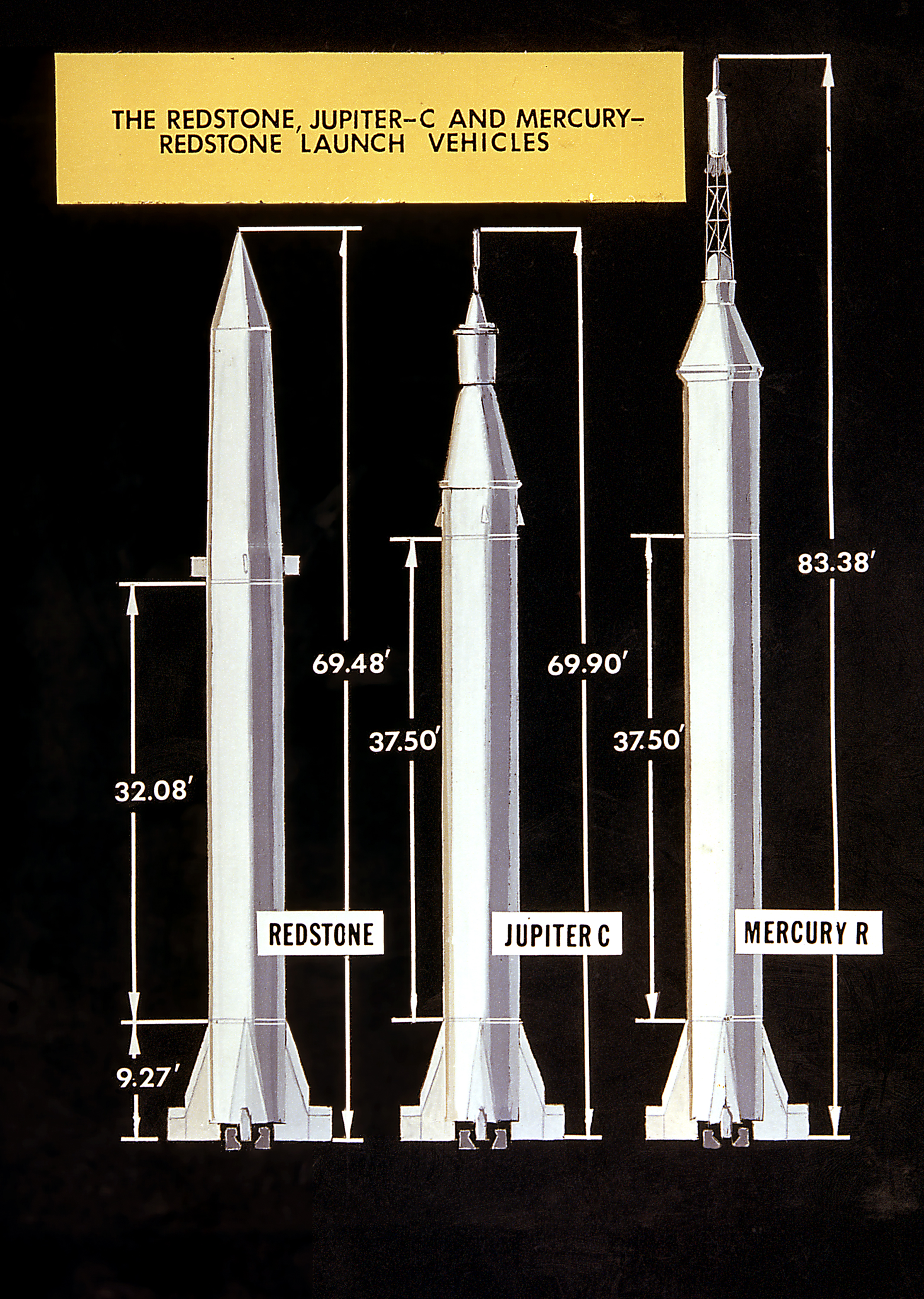
La comparaison entre le missile Redstone avec les lanceurs Juno I (dérivant d’une Jupiter-C) et Mercury-Redstone.

Plan architectural du Mercury-Redstone.

Lorsque les responsables du programme Mercury durent sélectionner un lanceur pour servir de lanceur du premier vol habité suborbital américain, ils choisirent le missile balistique à courte portée mono-étage Redstone utilisant des ergols liquides car celui-ci a, à cette époque, le meilleur taux de fiabilité de tous les missiles américains avec de nombreux vols d'essai réussis.
Le missile balistique Redstone ne peut pas réussir à lancer la capsule Mercury sur la trajectoire suborbitale retenue par le projet. Par contre, le premier étage du lanceur Juno I, variante du missile Redstone avec réservoirs allongés, peut emporter assez de carburant pour remplir cette mission. C'est pourquoi le lanceur Juno I est retenu pour le lancement de la capsule Mercury. Mais l'utilisation du moteur-fusée A-6 de Rocketdyne du lanceur Jupiter-C, qui est en cours de remplacement sur les missiles Redstone les plus récents par le A-7, est écarté par l'Armée de terre (US Army) pour éviter les complications potentielles, et les concepteurs utilisent le A-7 pour propulser le lanceur.
Le lanceur Mercury-Redstone a une masse de 30 tonnes au décollage, une hauteur de 25,41 mètres pour un diamètre de 1,78 mètre hors empennage. Le moteur A-7 a une poussée de 350 kN (35 tonnes).
Le missile Redstone utilise un mélange d'ergols comprenant 75 % d'éthanol tandis que le moteur du premier étage du lanceur Jupiter-C consomme de l'Hydyne, un mélange de 60 % de UDMH et de 40 % de diéthylènetriamine (DETA). Ces ergols plus performants que l'éthanol sont également plus toxiques et donc dangereux pour l'astronaute en cas d'interruption de la mission au décollage. De plus, l'Hydyne n'a jamais été utilisé sur le moteur A-7. Aussi les responsables du programme écartent ce carburant et décident d'utiliser de l'éthanol.
La modification la plus importante apportée au lanceur est l'ajout d'un système d'interruption automatique de mission compatible avec la présence d'un équipage humain. En cas de situation catastrophique, ce système active la tour de sauvetage attachée au sommet de la capsule Mercury, qui arrache celle-ci au lanceur pour l'en éloigner. Le système peut être déclenché manuellement, soit par l'astronaute, soit par les contrôleurs au sol mais certaines défaillances en vol peuvent conduire à une catastrophe avant que système d'interruption puisse être déclenché manuellement.
Le réseau de capteurs du système d'interruption automatique de mission résout ce problème en auscultant en permanence durant le vol les paramètres de fonctionnement du lanceur. Si une anomalie, susceptible de menacer l'astronaute, est détectée, comme la perte du système de contrôle en vol, de la poussée du moteur ou de l'alimentation électrique, le vol est automatiquement interrompu, le moteur du lanceur est éteint et la tour de sauvetage est mise à feu. Pour éviter que le lanceur ne retombe sur le personnel au sol, la coupure du moteur est inhibée durant les 30 premières secondes du vol, lorsque le lanceur est encore au-dessus de la terre ferme.
L'interruption de la mission est déclenchée dans les cas suivants :
- Modification de l'angle du lanceur par rapport à la trajectoire prévue supérieure à une valeur programmée[17].
- Vitesse angulaire dans l'un des trois axes excessive[18].
- Chute de la pression dans la chambre de combustion du moteur-fusée inférieure à un seuil critique[19].
- Perte de l'alimentation électrique du système de contrôle en vol[20].
- Perte générale de l'alimentation électrique (y compris du système d'interruption de mission), pouvant être une indication d'un incident majeur[21].

Comme beaucoup de lanceurs, le lanceur Mercury-Redstone est équipé d'un système d'auto-destruction que les contrôleurs au sol peuvent déclencher en cas de dysfonctionnement du lanceur avant que celui-ci ne menace le personnel au sol. Mais sur le lanceur Mercury-Redstone, l'astronaute doit disposer, avant la destruction, de suffisamment de temps pour que la tour de sauvetage l'écarte du lanceur d'une distance suffisante. Le système d'auto-destruction est programmé pour se déclencher 3 secondes après que l'ordre de destruction du lanceur soit donné.
La différence la plus importante entre le lanceur Jupiter-C et le lanceur Mercury-Redstone porte sur la partie située juste en dessous de la capsule Mercury et au-dessus des réservoirs de carburant. Cette section contient l'essentiel de l'électronique des instruments ainsi que l'adaptateur sur lequel est fixé le véhicule spatial. Sur le missile Redstone et dans le premier étage du lanceur Jupiter-C, cette section reste solidaire de la partie supérieure lorsque le premier étage est largué après l'extinction de son moteur et le système de guidage qui y est logé assure le pilotage du lanceur durant la phase de la trajectoire balistique non propulsée. Par contre, sur le lanceur Mercury-Redstone, cette section reste solidaire du premier étage. À l'extinction du moteur, la capsule Mercury largue ce compartiment et utilise son propre système de guidage.
D'autres modifications sont apportées pour améliorer la fiabilité du lanceur. Le système de guidage inertiel ST-80 du missile Redstone est remplacé par un pilote automatique LEV-3 plus simple. Celui-ci, dont la conception remonte au missile allemand V2, n'est pas aussi sophistiqué et précis que le ST-80 mais ses capacités sont suffisantes pour répondre aux besoins des missions Mercury et sa simplicité contribue à accroître la fiabilité du lanceur. Le compartiment évoqué plus haut et contenant les principaux instruments est maintenu à basse température avant le lancement et est pressurisé pour réduire le risque de défaillance.

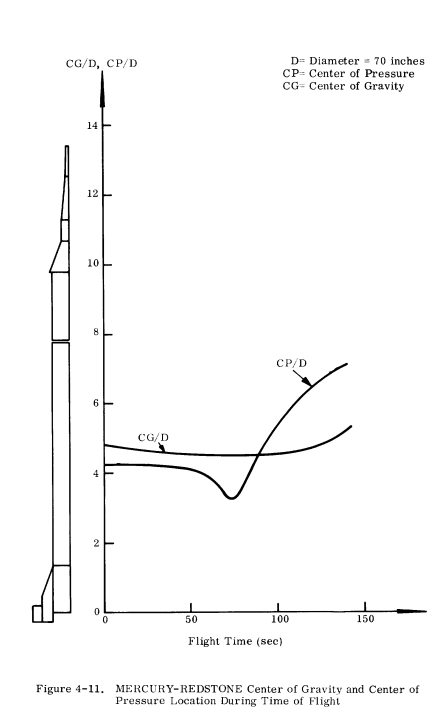
Comparaison des centres de pression normale et de gravité lors d'un vol normal de la fusée Mercury-Redstone.

L'espace situé entre ce compartiment et la capsule spatiale Mercury doit recevoir initialement un parachute devant permettre la récupération du lanceur. Lorsque ce système est abandonné, il est remplacé par du ballast destiné à améliorer la stabilité du lanceur durant son vol. En effet, contrairement au missile Redstone, le lanceur devient aérodynamiquement instable (image ci-contre) après avoir franchi le mur du son à cause de son surcroît de longueur et de la masse de la capsule Mercury. Le ballast permet de reculer l'apparition de ce phénomène qui ne se manifeste plus qu'après le franchissement du seuil critique où les forces aérodynamiques atteignent leur maximum (max Q).

## Les vols Mercury-Redstone
Les missions Mercury-Redstone sont toutes désignées avec le préfixe « MR- ». Les lanceurs pour ces vols utilisent le même préfixe mais avec un suffixe numérique généralement différent source de confusion. Sur les photographies, la désignation MR apparaît et est parfois visible sur les extrémités des empennages. Deux lanceurs, MR-4 et MR-6, ne sont jamais lancés. La NASA au tout début du programme Mercury, en 1958, prévoit de lancer chaque astronaute sur une mission suborbitale avant de commencer les vols orbitaux avec le lanceur Atlas, elle n'achète donc que huit lanceurs Mercury-Redstone, dont l'un est endommagé lors de l'échec de la mission MR-1 lancé et non réutilisé et un autre utilisé pour le vol MR-BD (le programme initial est pour un vol sans pilote, un vol de avec un chimpanzé et six vols habités). Étant donné que les vols d’Alan Shepard et de Virgil Grissom sont réussis et que l'Union soviétique a effectué deux vols spatiaux habités orbitaux à la fin de l'été 1961, il n'est pas nécessaire de poursuivre les missions Mercury-Redstone.

### Chronologie des lancements
| Vol n° | Nom de la mission        | Numéro de série | Date de lancement | Site de lancement | Pad de tir | Notes                                                                               | Résultat | Image |
| ------ | ------------------------ | --------------- | ----------------- | ----------------- | ---------- | ----------------------------------------------------------------------------------- | -------- | ----- |
| 1      | Mercury-Redstone 1 (en)  | MRLV-1          | 21 novembre 1960  | Cap Canaveral     | LC-5       | Échec : Test d'abandon accidentel réussi                                            | Échec    |       |
| 2      | Mercury-Redstone 1A (en) | MRLV-3          | 19 décembre 1960  | Cap Canaveral     | LC-5       | Note : Capsule spatiale vide.                                                       | Succès   |       |
| 3      | Mercury-Redstone 2       | MRLV-2          | 31 janvier 1961   | Cap Canaveral     | LC-5       | Note : Vol du singe Ham.                                                            | Succès   |       |
| 4      | Mercury-Redstone BD      | MRLV-5          | 24 mars 1961      | Cap Canaveral     | LC-5       | Note : BD : Booster Development, maquette non fonctionnelle de la capsule spatiale. | Succès   |       |
| 5      | Mercury-Redstone 3       | MRLV-7          | 5 mai 1961        | Cap Canaveral     | LC-5       | Note : Vol du premier astronaute américain, Alan Shepard.                           | Succès   |       |
| 6      | Mercury-Redstone 4       | MRLV-8          | 21 juillet 1961   | Cap Canaveral     | LC-5       | Note : Vol de Virgil Grissom                                                        | Succès   |       |